# Waiau (Canterbury)
Waiau est une petite localité située dans le nord de la région de Canterbury, dans l’Île du Sud de la Nouvelle-Zélande.

## Situation
Elle est située à 30 km à l’est de la ville de Hanmer Springs sur la berge nord du fleuve Waiau, à quelque 30 km de son embouchure.

## Accès
Waiau est la ville la plus importante, située sur la route State Highway 70/S H 70 (en), et est aussi connue comme la route de la Chaîne Intérieure de Kaikoura (en).
De 1919 jusqu’à 1978, Waiau fut le terminus de Waiau Branch (en), une branche de chemin de fer, qui va vers la ville à partir de l’embranchement avec la Main North Line (en) dans la région de Waipara.
Il y eut une proposition de prolonger cette ligne au-delà de Waiau comme une partie de la Main North Line et un ballast de 3 km fut construit pour former un tracé vers la ville de Kaikoura, mais malgré la construction de ce soubassement, un trajet côtier alternatif via la ville de Parnassus et celle de Hundalee fut finalement choisi pour le tracé.

## Nom
Waiau partage son nom avec plusieurs villages plus petits, voire de simples communautés agricoles de la Nouvelle-Zélande. Le nom en langage maori, signifie « eau courante ».